# Jason Brown (piłkarz)
Jason Brown (ur. 18 maja 1982 w Londynie) – walijski piłkarz, występujący na pozycji bramkarza w Aberdeen.